# 圣亚纳修道院 (卢塞恩)
圣亚纳修道院（Kloster St. Anna）是瑞士卢塞恩的一座方济嘉布遣会修道院。

## 历史
1498年，嘉布遣会进入卢塞恩。1899年，修道院产业被州政府收购。新的修道院在1901-1904年建成。